# Abbaye de Hyde

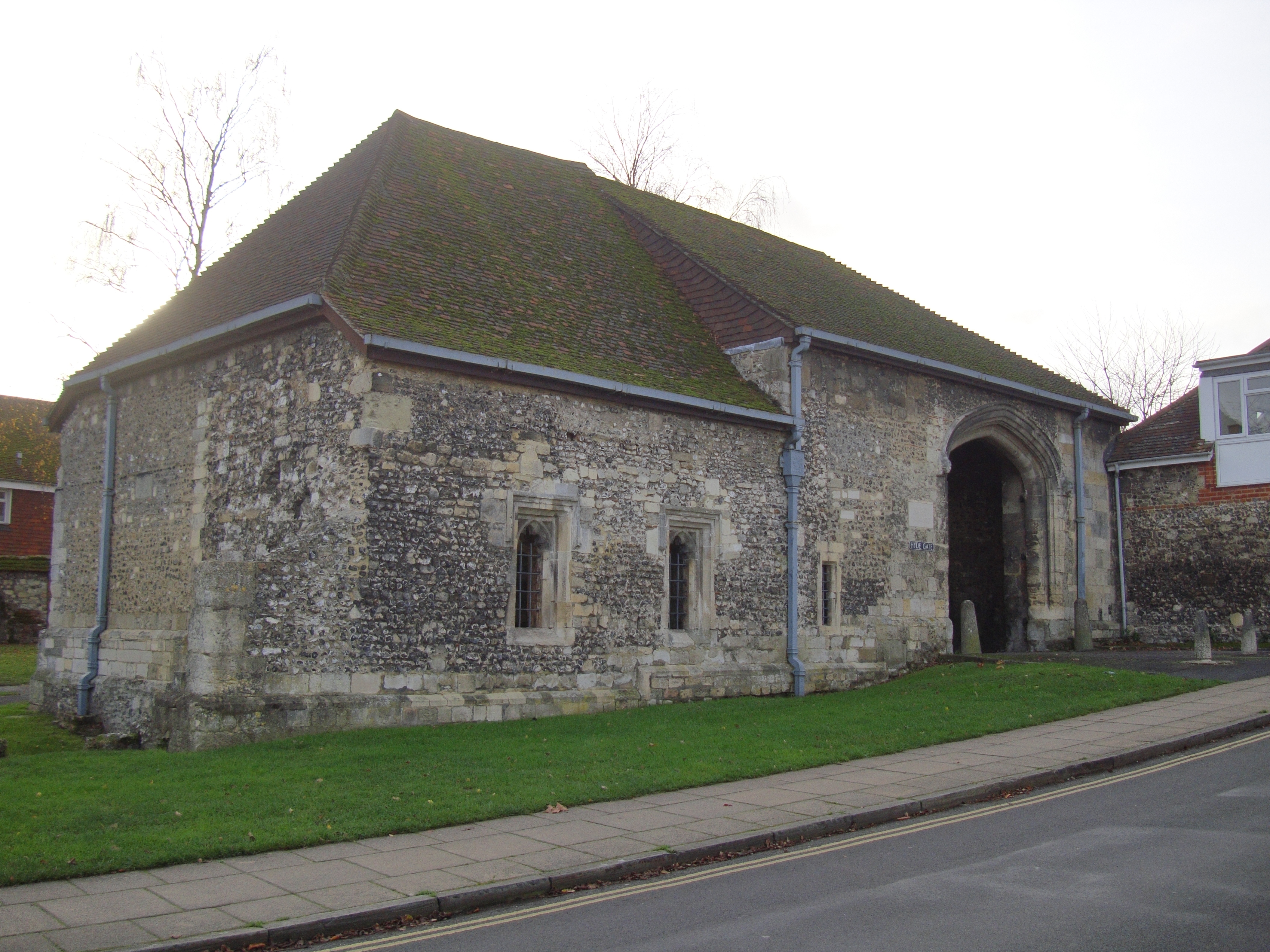
La porterie de l'abbaye.

Pour les articles homonymes, voir Hyde.
L'abbaye de Hyde est une ancienne abbaye bénédictine située à Winchester, en Angleterre.

## Histoire
L'abbaye de Hyde est fondée en 1109, lorsque le roi d'Angleterre Henri Ier ordonne aux moines du New Minster de s'installer dans un nouvel établissement situé juste à l'extérieur des murs de Winchester. Cette décision est en partie due à la trop grande proximité géographique entre le New Minster et l'Old Minster, la cathédrale de Winchester, qui possède sa propre communauté monastique rivale.
L'abbaye constitue un lieu de pèlerinage populaire grâce à la présence des tombes des rois Alfred le Grand et Édouard l'Ancien. Elle est reconstruite après avoir subi des dégâts lors du siège de Winchester de 1141. Elle disparaît en 1539, dans le cadre de la dissolution des monastères ordonnée par le roi Henri VIII.